# Statua equestre di Tiridate I
La statua equestre di Tiridate I (in latino equus Tiridatis regis Armeniorum) era un monumento della VII regione augustea dell'antica Roma, oggi non più esistente, dedicata al re Tiridate I di Armenia.

## Storia
L'unica attestazione della statua equestre dedicata a Tiridate I è quella dei Cataloghi regionari, che la riportano dopo la Porticus Vipsania e i due templi nuovi della Speranza e della Fortuna e prima del Forum Suarium.
L'erezione della statua sarebbe da porre in relazione al viaggio a Roma effettuato dal re nel 66 d.C.; in occasione di questo viaggio Nerone riconobbe e incoronò Tiridate come re di Armenia.
Si ritiene che sulla base della statua fosse riportata la scritta "re degli Armeni", che fu poi probabilmente descritta nei Cataloghi regionari.
Le fonti antiche riportano che la visita di Tiridate toccò il Foro romano, dove avvenne l'incoronazione, e il Teatro di Pompeo, che per l'occasione era stato riccamente ornato, ma non affermano nulla che riguardi la Via Lata e la VII regione. Si riporta però che i successi diplomatici di Nerone furono celebrati chiudendo le porte del tempio di Giano e erigendo una statua equestre dedicata a Tiridate nel Campo Marzio..

## Ubicazione
Sono state fatte varie ipotesi sulla possibile ubicazione della statua, ma nessuna di queste è basata su dati scientifici. Il Lexicon Topographicum Urbis Romae lo collocherebbe tra le moderne Via di Propaganda e Via del Tritone, a una distanza di circa 315 m dalla Porticus Vipsani, mentre Richardson, nel suo atlante topografico, la posizionerebbe a circa 240 m a nordovest della Porticus.